# Il padre di mia figlia (film 2016)
Il padre di mia figlia è un cortometraggio italiano del 2016, diretto da Carlo Alberto Biazzi, con Giulio Scarpati, Antonella Attili, Alessia Mancarella e la fotografia di Luciano Tovoli. Il film è stato presentato nella sezione Short Film Corner del Festival di Cannes 2017 e ad altri festival internazionali.
Dal 15 febbraio 2023, è disponibile sulla piattaforma Chili. 

## Trama
Anna rientra a casa. Vede sua figlia Alice ai fornelli e il tavolo della sala apparecchiato per tre. Sta arrivando a cena il fidanzato di Alice, più grande di trent'anni. Quella sera passato e presente riemergono, sconvolgendo per sempre le loro vite.

## Riconoscimenti
- 2017 - ARFF Berlin
  - Premio della giuria
- 2018 - Napoli Cultural Classic
  - Candidatura a Giulio Scarpati e Alessia Mancarella come migliori attori.